# Youghal
Youghal  (Eochaill em irlandês) é uma cidade portuária no Condado de Cork, República da Irlanda. Youghal está localizada no estuário do Rio Blackwater, e na passado foi militar e economicamente importante.